# NGC 7631
NGC 7631 ist eine Spiralgalaxie vom Hubble-Typ Sb im Sternbild Pegasus nördlich des Himmelsäquators. Sie ist schätzungsweise 174 Millionen Lichtjahre von der Milchstraße entfernt.
Das Objekt wurde am 30. August 1851 vom schottischen Astronomen Bindon Blood Stoney, einem Assistenten von William Parsons, entdeckt.